# Die Privataffären des Bel Ami
Die Privataffären des Bel Ami (Originaltitel: The Private Affairs of Bel Ami) ist ein US-amerikanisches Filmdrama aus dem Jahr 1947 von Albert Lewin mit George Sanders und Angela Lansbury in den Hauptrollen. Der Film wurde von Loew-Lewin, Inc. produziert und von United Artists in den Verleih gebracht. Er basiert auf dem Roman Bel-Ami von Guy de Maupassant.

## Handlung
In einem Pariser Straßencafé im Jahr 1880 trifft der ehemalige Soldat Georges Duroy seinen alten Armeekameraden Charles Forestier, der ihm einen Job bei einer Zeitung von Monsieur Walter, einem aristokratischen Unternehmer, anbietet. Während einer Dinnerparty in Charles Haus am folgenden Abend wird Georges von Charles schöner Frau Madeleine in die Pariser Gesellschaft eingeführt. Unter den Gästen ist Madeleines beste Freundin Clotilde de Marelle, eine junge Witwe und Mutter der kleinen Laurine. Beim Abendessen diskutieren Georges und die anderen Gäste über die Puppe „Punch“, eine eigennützige, brutale Figur, von der Georges schon seit langem fasziniert ist. Der blinde Norbert de Varenne, Organist an der Kathedrale Notre Dame, wirft eindringlich ein, dass diejenigen, die Marionetten des Teufels seien, nicht selbst für ihre Taten verantwortlich seien. Der ehrgeizige Georges macht sich daraufhin schnell bei Monsieur Walter beliebt. Später startet Georges mit Madeleines Hilfe eine Klatschkolumne namens „Echoes“, mit der er hofft, die sozialen und finanziellen Säulen von Paris zu manipulieren.
Zur gleichen Zeit verlieben sich Georges und Clotilde. Eines Nachts erfährt Clotilde jedoch im Folies Bergère, dass Georges mit einer jungen Tänzerin namens Rachel liiert war und erkennt, dass er ihr niemals treu bleiben wird. Charles stirbt später an Tuberkulose und Georges heiratet die verwitwete Madeleine. Georges sagt Clotilde, dass die Ehe nur eine Zweckheirat sei und dass er sie immer lieben werde. Georges findet es bald vorteilhaft, Monsieur Walters unglückliche, alternde Frau zu verführen, die sich in ihn verliebt. Eines Tages gesteht sie Georges, dass Monsieur Walter und Georges Erzfeind, der Politikredakteur Laroche-Matheiu, planen, Georges Kolumne zu nutzen, um an der Börse Gewinne zu erzielen, und willigt ein, ihm Geld zu leihen, um an dem Deal teilzunehmen. Während sie ihm von einem Traum erzählt, den sie von ihm hatte, windet Madame Walter zärtlich Haarsträhnen um seinen Mantelknopf. Als er aufsteht, reißt Georges ihr gefühllos die Haare vom Kopf. Clotilde findet später die Strähnen an seinem Knopf und bestraft ihn, weil er Madeleine betrogen hat.
Der Graf de Vaudrec, ein älterer Verehrer Madeleines, stirbt und hinterlässt ihr sein beträchtliches Vermögen. Als Madeleines Ehemann muss Georges ihr Erbe gesetzlich genehmigen, bevor sie das Geld annehmen kann, und er befragt sie zu ihrer Beziehung zum Grafen. Obwohl Madeleine schwört, dass de Vaudrec wie ein Vater für sie war, besteht Georges aus Gründen des Scheins darauf, dass die Hälfte des Erbes auf seinen Namen übertragen wird. Er bittet Madeleine, sich mit Laroche-Mathieu, der Finanzminister geworden ist, anzufreunden, damit er seine Geheimnisse erfahren kann. Eines Nachmittags, als Madeleine und der Minister sich treffen, schickt Georges einen Anwalt, um sie des Ehebruchs zu beschuldigen, wohl wissend, dass die Anschuldigung Laroche-Mathieus Karriere ruinieren wird.
Nachdem Georges sich von Madeleine scheiden lässt und ihr die Hälfte ihres Vermögens nimmt, beginnt er sofort eine heimliche Liebesbeziehung mit der Tochter der Walters, Suzanne, die vierzig Millionen Francs erben soll. Er braucht jedoch einen Titel, um sie zu heiraten, und da er glaubt, dass es keine lebenden Nachkommen der Familie de Cantel gibt, bewirbt er sich um den dreihundert Jahre alten Titel der Familie. Georges ist nun ein Mann von Adel und bittet Monsieur Walter um die Hand seiner Tochter. Die Nachricht von der Verlobung ihrer Tochter schockiert Suzannes Mutter. Sie verbringt ihre Tage damit, auf „Die Versuchung des Heiligen Antonius“ zu starren, ein Gemälde, das sie kürzlich erworben hat. Um Rache zu üben, schickt Madame Walter einen Ausschnitt aus der öffentlichen Bekanntmachung für den Titel an einen Bauern in der Region de Cantel, in der Hoffnung, dass ein Nachkomme vortritt. Vor der Hochzeit kommt ein Mann namens Philippe de Cantel nach Paris, um Georges zu einem Duell herauszufordern.
Am Morgen des Duells erzählt Georges Clotilde, dass er sein Vermögen ihr und Laurine hinterlassen hat, den einzigen Menschen, die er jemals wirklich geliebt hat. Clotilde eilt zum Haus der Walters, um Suzanne anzuflehen, Georges ohne Titel zu heiraten. Zusammen mit Madame Walter eilen sie zum Bois de Vesinet, wo das Duell stattfinden soll. Nachdem er zehn Schritte vorwärts gegangen ist, wird Philippe von Georges in den Bauch geschossen und hat zwei Minuten Zeit, das Feuer zu erwidern. Philippe kriecht voller Schmerzen auf seinen Gegner zu und schießt Georges in die Brust, gerade als die Frauen eintreffen. Als Georges in einer Kutsche im Sterben liegt, teilt ihm Madame Walter trotzig mit, dass sie es war, die Philippe benachrichtigt hat. Bevor er stirbt, murmelt Georges wehmütig, dass er mit Clotilde hätte glücklich sein können.

## Hintergrund
Gedreht wurde der Film von Ende April bis Ende Juni sowie vom 1. Juli bis Anfang August 1946 in den Enterprise-Studios und den RKO-Pathé-Studios in Hollywood.
Der Film wurde in Schwarzweiß gedreht, jedoch war das Gemälde Die Versuchung des Heiligen Antonius von Max Ernst in Farbe zu sehen. Produzent Loew und Regisseur Lewin hatten den Bel-Ami-Wettbewerb ins Leben gerufen, für den anerkannte Künstler ein Werk für den Film beisteuern sollten. Ernsts Gemälde wurde ausgewählt und später zusammen mit den Werken der anderen beteiligten Künstler in New York ausgestellt. In Boston wurde die Ausstellung von Bürgermeister James Michael Curley wegen religiöser Beleidigung zuerst abgesagt. Loew und Lewin klagten erfolgreich, die Ausstellung fand daraufhin in den Stuart Galleries statt.
Joseph Breen, Direktor der Zensurbehörde PCA (Production Code Administration), kritisierte verschiedene Filmelemente, u. a. dass Rachel als Prostituierte dargestellt wurde, eine Szene mit Rachel und Georges in einem Raum, der Liebesschwur zwischen Georges und Madame Walter in einer Kirche und die mögliche Interpretation, Madeleine sei die uneheliche Tochter des Grafen de Vaudrec. Lewin wurde als Drehbuchautor aufgefordert, alle Hinweise, dass Georges, wie im Roman, Umgang mit Prostituierten habe, zu entfernen. Zur Einhaltung des Production Codes, nach dem sich Verbrechen nicht lohnen dürfen, wurde das tödliche Duell am Filmende hinzugefügt. Im Februar 1946 empfahl Breen, dass Lewin jede Betonung der Untreue und der Geringschätzung für Ehe aus dem Drehbuch entferne. Zudem sei die Beziehung zwischen Georges und Clotilde rein platonisch zu halten.
Neben den Studioaufnahmen wurde auch Hintergrundmaterial mit der Kathedrale Notre-Dame de Paris angefertigt. Alle weiteren Pariser Sets (Promenade, Bar im Folies Bergère) wurden nachgebaut.
Durch eine Erkrankung Lewins kam es zu einer Unterbrechung der Dreharbeiten. Mehrere der Crew-Mitglieder arbeiteten während dieser Zeit an dem Film Triumphbogen von Lewis Milestone mit.
Frank Paul Sylos oblag die künstlerische Leitung. Edward G. Boyle war für das Szenenbild zuständig, Norma Koch für die Kostüme. Robert Aldrich arbeitete als Regieassistent, Raphael Bretton als technischer Berater. Ernst und Maria Matray choreographierten die Tänze.
Für Warren William war es der letzte Auftritt in einem Kinofilm.
Das Titellied My Bel Ami wurde von Jack Lawrence und Irving Drutman komponiert.

## Veröffentlichung
Die Premiere des Films fand am 12. März 1947 im kanadischen Toronto statt. Der Kinostart in den USA erfolgte am 25. April 1947. In der Bundesrepublik Deutschland wurde er am 26. September 1986 im deutschen Fernsehen ausgestrahlt, in der ehemaligen DDR am 20. November 1986.

## Kritiken
Der Filmkritiken-Aggregator Rotten Tomatoes hat in einer Auswertung ein Publikumsergebnis von 60 Prozent positiver Bewertungen ermittelt.
Das Lexikon des internationalen Films schrieb: „Der allzusehr an der aufwendigen Rekonstruktion der Epoche interessierte Film verlagert die zündende Ironie der Vorlage, die die Typisierung des „advocatus diaboli“ einer korrupten Gesellschaft ins Extreme verlagert, zur (Hollywood-)Botschaft liberalen Karrierebewußtseins.“
Die Filmzeitschrift Cinema befand: „Albert Lewins Adaption ist werkgetreu, bitter und tragisch. Fazit: Sanders als heuchelnder Casanova: verführerisch gut.“
Bosley Crowther von der The New York Times bemängelte, dass das Vorwort der Spannungshöhepunkt des Films sei. Es sei erstaunlich, dass eine Maupassant-Verfilmung so ermüdend sein könne.
Die Variety notierte, die Vorgaben der Zensurbehörde haben den Film zu einer glatt polierten Version des Romans gemacht. Das Tempo der Geschichte sei langsam, Lewin baue nur wenig Sympathie für den Protagonisten auf. Die starke Besetzung und Lewins fähige Regie sei der Grund für den guten Ruf des Films.